# Prisa
Prisa (acronyme de Promotora de Informaciones, S. A.), également connu sous le nom de Grupo Prisa, est un conglomérat médiatique espagnol. Il s'agit du plus grand groupe multimédia de contenus informatifs, culturels et éducatifs d'Espagne, présent à la radio, à la télévision, dans la presse écrite et dans les éditoriaux.
Promotora de Informaciones ou Prisa est un groupe de presse espagnol fondé en 1972 par José Ortega Spotorno et Jesús de Polanco. C'est le premier groupe médiatique hispanophone. Il est actif en Espagne, au Portugal et dans presque toute l'Amérique Latine. Prisa possède le célèbre journal El País et est un actionnaire minoritaire du journal Le Monde. En Europe, il détient aussi Cinco Dias, As ainsi que les radios Cadena SER, Radiolé, et la chaine portugaise TVI.
Depuis 2000, le groupe est coté à la bourse de Madrid. Prisa est dirigé par le français Joseph Oughourlian, patron du fonds Amber Capital, un actionnaire majeur de Prisa (29,8%).
Son siège se situe à Madrid.

## Histoire
La société PRISA, Promotora de Informaciones, S.A, est fondée par José Ortega Spotorno et Jesús de Polanco à la fin de l'Espagne franquiste. PRISA lance le 4 mai 1976 le journal El País.,
Après le décès de Jesús de Polanco le 21 juillet 2007, le conseil d'administration de PRISA nomme son fils, Ignacio de Polanco, à la présidence du groupe, dont il était vice-président depuis 2006.
En mars 2014, Prisa vend l'éditeur Alfaguara à Penguin Random House pour 72 millions d'euros.
En 2014, le groupe Prisa conclut la vente de sa participation de 56% dans la chaîne Digital+ commercialisée sous le nom Canal+ Espagne à Telefónica pour un montant évalué à 750 millions d'euros.
En juillet 2017, Altice annonce l'acquisition de Media Capital, entreprise portugaise dédiée aux médias, qui possède en particulier TVI, auprès de Prisa, pour environ 440 millions d'euros, mais qui refuse peu après de la vendre à Altice.
En janvier 2021, Vivendi a annoncé une prise de participation dans le capital de Prisa, qui se situe à hauteur de 9,9%.

## Activités
De nos jours, Prisa est présent dans tous les types de médias espagnols. En sus d'El País, le groupe possède en effet les journaux As (second quotidien sportif), Cinco Días (second quotidien économique), Cinemanía (revue de cinéma), la chaîne de télévision Localia, les radios Cadena SER et Los 40 Principales ou encore le groupe d'édition Santillana. Il possède également la société Prisa TV, propriétaire de chaînes de télévision (notamment TVI), ainsi que des éditeurs de titre.
La société s'est progressivement internationalisée en Amérique du Sud, au Mexique, aux États-Unis, au Portugal et en France, où elle est actionnaire à 20% du holding Le Monde libre, actionnaire majoritaire du groupe Le Monde.

## Sections

### Médias
Il regroupe les marques d'information, le groupe radio et la défunte division audiovisuelle.

### Informations
- El País, le journal généraliste espagnol le plus lu en espagnol. En juillet 2022, l'audience d'elpais.com a dépassé les 18 099 000 utilisateurs uniques, ce qui le place en quatrième position derrière elespanol.com, elmundo.es et la vanguardia.com. Son édition imprimée compte 762 000 lecteurs quotidiens, selon la deuxième vague des AGE 2022.

- As, deuxième journal sportif le plus lu en espagnol. L'audience d'As.com a dépassé les 17 559 000 utilisateurs uniques en mai 2020. Son édition imprimée compte 395 000 lecteurs quotidiens, selon la deuxième vague des AGE 2022.

- Cinco Días, principal journal de la presse économique en Espagne. L'audience de Cincodias.com a dépassé les 2 997 000 utilisateurs uniques en juillet 2020.

- HuffPost, édition espagnole du journal américain. L'audience de huffpost.es a dépassé les 9 068 000 utilisateurs uniques en juillet 2022.

### Radio
Prisa Radio est la division radio de l'entreprise. Il s'agit du plus grand groupe de radio en langue espagnole, avec environ 22 millions d'auditeurs entre l'Espagne et l'Amérique latine.
En Espagne, elle possède la radio généraliste la plus écoutée du pays, Cadena SER, et les stations musicales : Los 40 (musique actuelle), Los 40 Classic (musique vintage), Los 40 Dance (musique électronique), Los 40 Urban ( musique latine), Cadena Dial (musique en espagnol) et Radiolé (musique espagnole). En Amérique latine, elle compte plus de 1 250 stations, y compris ses propres stations, détenues et associées, dans des pays comme l'Argentine, le Chili, la Colombie, le Costa Rica, le Panama et le Mexique.

### Télévision
Prisa TV était la division audiovisuelle de l'entreprise. En Espagne, son prédécesseur Sogecable a lancé la première chaîne payante du pays (Canal+) et la première plateforme de paiement par satellite (Canal Satélite Digital/Digital+), vendues en mai 2015 à Telefónica, donnant naissance à l'actuelle plateforme Movistar Plus+.

### Santillane
Santillana est la division éditoriale du groupe, présente en Espagne et dans 21 pays d'Amérique latine depuis plus de 50 ans. Elle comprend les maisons d'édition Santillana Educación, Moderna ou Santillana Français et dispose de trois systèmes d'enseignement numérique : Sistema UNO, Santillana COMPARTIR et Santillana virtual class.
Le 19 octobre 2020, la vente de Santillana Espagne au groupe finlandais Sanoma a été convenue pour 465 millions d'euros, comme l'a annoncé la société à la Commission nationale du marché des valeurs mobilières (CNMV).

## Identité visuelle

Ancien logo de Prisa jusqu'en 2010
Logo actuel de Prisa depuis 2010

## Prisa internationale

### Amérique
- Santillana est présente dans 20 pays de la région.
- Aux États-Unis, elle possède Caracol Miami, W Radio Los Angeles et le réseau de contenu radio GLR Networks. Elle détient également 12 % de la chaîne câblée hispanophone V-me.
- Au Mexique, elle possède 50 % de Radiopolis (un groupe qui regroupe des stations de radio comme XEW-AM ou Los 40, les 50 % restants étant contrôlés par Televisa). De plus, il est responsable, avec Televisa, de l'édition mexicaine de Rolling Stone.
- En Argentine, elle est partenaire de Papel Prensa aux côtés du Grupo Clarín et de La Nación, ce qui en fait propriétaires de 72% du papier destiné aux journaux et magazines en Argentine.
- Au Chili, elle possède Ibero Americana Radio Chile, un consortium de 10 chaînes qui concentrent plus de 50 % de la programmation nationale. Ses marques incluent Radio ADN, Radio Concierto, Rock & Pop, Los 40, pour n'en nommer que quelques-unes.
- En Colombie, elle possède les systèmes de radio parlée les plus importants tels que Caracol Radio, W Radio et W+, en plus des réseaux musicaux Tropicana, Radioacktiva, Bésame Radio, Los 40, Los 40 Urban et Radio Santa Fe.
- Au Costa Rica, elle exploite les stations VIVA Radio, Los 40 et Bésame Radio en collaboration avec Grupo Nación et la société mexicaine Multimedios.
- En Équateur, elle maintient un accord avec le groupe RGAW Comunicación pour exploiter Los 40 dans ce pays.
- Au Panama, la station de radio générale Radio Panamá et l'émission de radio Los 40 fonctionnent.
- En Bolivie, elle détenait auparavant les actifs du groupe Garafulic (ATB, La Razón, Extra, El Nuevo Día, Bolivision, Radio Televisión Popular, Bolivia.com, entre autres) de 2002 jusqu'à sa vente ultérieure à Aikashi Investiments en 2009[15].

## Éducation
PRISA propose également des services et des contenus éducatifs (solutions complètes, manuels, ressources numériques, matériel de support, etc.) à tous les niveaux éducatifs et publiés en espagnol, portugais et anglais. Elle fournit également des conseils aux écoles, ce qui renforce son engagement envers l’Agenda 2030 et agit comme un agent de transformation dans l’éducation, contribuant à créer des opportunités de vie pour des millions d’élèves.[réf. nécessaire]
- Partager: Écosystème numérique Santillana destiné aux enseignants et à l’administration.
- UNOi System: plateforme qui permet la gestion de la structure scolaire et de son contenu numérique en fonction des besoins de chaque école.
- Système CREO: CREO prépare les étudiants à affronter les défis du monde d'aujourd'hui, en leur inculquant des valeurs chrétiennes qui les accompagneront tout au long de leur vie et qui feront d'eux des personnes mûres qui travaillent pour et pour la société.
- Loqueleo: label jeune et dynamique qui rassemble la grande collection d'édition pour enfants et jeunes avec laquelle Santillana a apporté le meilleur de la littérature aux écoles au cours des trente dernières années.
- Richmond: des contenus interactifs et multiformats pour faire de l'apprentissage de l'anglais et de l'espagnol comme langue étrangère une expérience stimulante et efficace

## Actionnariat
| Actionnaire                                     | Personnages clés           | Part    |
| ----------------------------------------------- | -------------------------- | ------- |
| Amber Capital UK LLP                            | Joseph Oughourlian         | 29,84 % |
| Vivendi SE                                      | Vincent Bolloré            | 9,93 %  |
| Telefónica SA                                   | José María Álvarez-Pallete | 9,44 %  |
| Famille Polanco (Rucandio SA)                   | Ignacio Polanco            | 7,61 %  |
| Khalid Thani Abdullah Al Thani                  |                            | 5,13 %  |
| GHO Networks SA de CV                           | Roberto Alcántara Rojas    | 5,01 %  |
| Inversora de Carso, S.A. de CV                  |                            | 4,30 %  |
| Banco Santander SA                              |                            | 4,14 %  |
| Carlos Fernández González                       |                            | 4,02 %  |
| Melqart Opportunities Master Fund Ltd           |                            | 2,20 %  |
| Polygon European Equity Opportunity Master Fund |                            | 1,10 %  |